# Veli-Matti Lindström
Veli-Matti Lindström (Nastola, 15 de noviembre de 1983) es un deportista finlandés que compitió en salto en esquí.
Participó en los Juegos Olímpicos de Salt Lake City 2002, obteniendo una medalla de plata en la prueba de trampolín grande por equipos (junto con Matti Hautamäki, Risto Jussilainen y Janne Ahonen) y el quinto lugar en el trampolín normal individual.

## Palmarés internacional
| Juegos Olímpicos | Juegos Olímpicos                | Juegos Olímpicos | Juegos Olímpicos |
| Año              | Lugar                           | Medalla          | Prueba           |
| ---------------- | ------------------------------- | ---------------- | ---------------- |
| 2002             | Salt Lake City (Estados Unidos) | Medalla de plata | TG por equipos   |